# Моишени (Сату Маре)
Моишени (рум. Moișeni) насеље је у Румунији у округу Сату Маре у општини Чертезе. Oпштина се налази на надморској висини од 264 m.

## Становништво
Према подацима из 2002. године у насељу је живело 1286 становника, од којих су сви румунске националности.